# عزلن محب الدين شاه
عزلن محب الدين شاه(و. 1928 – 2014 م) كان سلطان فيرق وقاضي، ومحامي من ماليزيا. ولد في فيرق.
توفي في كوالالمبور، عن عمر يناهز 86 عاماً.

## مناصب
تولى منصب يانغ دي-برتوان أغونغ (26 أبريل 1989–25 أبريل 1994)، وسلطان فيرق (1984–2014) .

## التعليم
تعلم في جامعة نوتنغهام

## جوائز
حصل على جوائز منها:
- وسام فارس الصليب الأعظم
- نيشان تاج المملكة.

## روابط خارجية
- عزلن محب الدين شاه على موقع مونزينجر (الألمانية)